# Tenis en 2022
Esta página muestra todos los Torneos celebrados en el Tenis en 2022.

## ATP Tour[1]
El ATP World Tour 2022 es el circuito de la élite mundial del tenis profesional organizado por la Asociación de Tenistas Profesionales (ATP) para la temporada 2018. El calendario del ATP Tour está comprendido por los 4 Torneos de Grand Slam (supervisado por la Federación Internacional de Tenis (ITF), los Torneos que comprenden el ATP Masters 1000, el ATP 500, el ATP 250, la Copa Davis (organizado por la ITF) y las ATP Finals.

### ATP Masters 1000
El ATP Masters 1000 será un conjunto de 8 torneos de tenis que forman parte del tour de la Asociación de Tenistas Profesionales (ATP), celebrados anualmente a través de todo el año en Europa, Norteamérica y Asia. La serie constituye en los más prestigiosos torneos en el tenis masculino después de los 4 Torneos de Grand Slam y las ATP Finals.
| Semana del      | Torneo       | También conocido como        | Superficie    | Campeón                     | Finalista                                | Resultado            |
| --------------- | ------------ | ---------------------------- | ------------- | --------------------------- | ---------------------------------------- | -------------------- |
| Individuales    |              |                              |               |                             |                                          |                      |
| 7 de marzo      | Indian Wells | BNP Paribas Open             | Dura          | Taylor Fritz                | Rafael Nadal                             | 6-3, 7-6(5)          |
| 21 de marzo     | Miami        | Miami Open presented by Itaú | Dura          | Carlos Alcaraz              | Casper Ruud                              | 7-5, 6-4             |
| 10 de abril     | Montecarlo   | Rolex Monte-Carlo Masters    | Tierra batida | Stefanos Tsitsipas          | Alejandro Davidovich                     | 6-3, 7-6(3)          |
| 1 de mayo       | Madrid       | Mutua Madrid Open            | Tierra batida | Carlos Alcaraz              | Alexander Zverev                         | 6-3, 6-1             |
| 8 de mayo       | Roma         | Internazionali BNL d'Italia  | Tierra batida | Novak Djokovic              | Stefanos Tsitsipas                       | 6-0, 7-6(5)          |
| 8 de agosto     | Toronto      | Rogers Cup                   | Dura          | Pablo Carreño               | Hubert Hurkacz                           | 3-6, 6-3, 6-3        |
| 15 de agosto    | Cincinnati   | Western & Southern Open      | Dura          | Borna Ćorić                 | Stefanos Tsitsipas                       | 7-6(0), 6-2          |
| 31 de octubre   | París        | BNP Paribas Masters          | Dura (i)      | Holger Rune                 | Novak Djokovic                           | 3-6, 6-3, 7-5        |
| ATP Finals      |              |                              |               |                             |                                          |                      |
| 13 de noviembre | Londres      | Nitto ATP Finals             | Dura (i)      | Novak Djokovic              | Casper Ruud                              | 7-5, 6-3             |
| Dobles          |              |                              |               |                             |                                          |                      |
| Semana del      | Torneo       | También conocido como        | Superficie    | Campeones                   | Finalistas                               | Resultado            |
| 7 de marzo      | Indian Wells | BNP Paribas Open             | Dura          | John Isner Jack Sock        | Santiago González Édouard Roger-Vasselin | 7-6(4), 6-3          |
| 21 de marzo     | Miami        | Miami Open presented by Itaú | Dura          | Hubert Hurkacz John Isner   | Wesley Koolhof Neal Skupski              | 7-6(5), 6-4          |
| 10 de abril     | Montecarlo   | Rolex Monte-Carlo Masters    | Tierra batida | Rajeev Ram Joe Salisbury    | Juan Sebastián Cabal Robert Farah        | 6-4, 3-6, [10-7]     |
| 1 de mayo       | Madrid       | Mutua Madrid Open            | Tierra batida | Wesley Koolhof Neal Skupski | Juan Sebastián Cabal Robert Farah        | 7-6(4), 6-4, [10-5]  |
| 8 de mayo       | Roma         | Internazionali BNL d'Italia  | Tierra batida | Nikola Mektic Mate Pavic    | John Isner Diego Schwartzman             | 6-2, 6-7(8), [12-10] |
| 8 de agosto     | Toronto      | Rogers Cup                   | Dura          | Wesley Koolhof Neal Skupski | Daniel Evans John Peers                  | 6-2, 4-6, [10-6]     |
| 15 de agosto    | Cincinnati   | Western & Southern Open      | Dura          | Rajeev Ram Joe Salisbury    | Tim Puetz Michael Venus                  | 7-6(4), 7-6(5)       |
| 31 de octubre   | París        | BNP Paribas Masters          | Dura (i)      | Wesley Koolhof Neal Skupski | Ivan Dodig Austin Krajicek               | 7-6(5), 6-4          |
| ATP Finals      |              |                              |               |                             |                                          |                      |
| 13 de noviembre | Londres      | Nitto ATP Finals             | Dura (i)      | Rajeev Ram Joe Salisbury    | Nikola Mektic Mate Pavic                 | 7-6(4), 6-4          |

### ATP Tour 500
El ATP World Tour 500 es un conjunto de 9 torneos de tenis que forman parte del tour de la Asociación de Tenistas Profesionales (ATP), celebrados anualmente a través de todo el año en Europa, Norteamérica y Asia. La serie constituye en los más prestigiosos torneos en el tenis masculino después de los 4 Torneos de Grand Slam, el Nitto ATP Finals y el ATP World Tour Masters 1000.
| Semana del    | Torneo         | También conocido como                   | Superficie    | Campeón                            | Finalista                            | Resultado              |
| ------------- | -------------- | --------------------------------------- | ------------- | ---------------------------------- | ------------------------------------ | ---------------------- |
| Individuales  |                |                                         |               |                                    |                                      |                        |
| 7 de febrero  | Róterdam       | ABN AMRO World Tennis Tournament        | Dura (i)      | Félix Auger-Aliassime              | Stefanos Tsitsipas                   | 6-4, 6-2               |
| 14 de febrero | Río de Janeiro | Rio Open presented by Claro             | Tierra batida | Carlos Alcaraz                     | Diego Schwartzman                    | 6-4, 6-2               |
| 21 de febrero | Dubái          | Dubai Duty Free Tennis Championships    | Dura          | Andrey Rublev                      | Jiří Veselý                          | 6-3, 6-4               |
| 21 de febrero | Acapulco       | Abierto Mexicano Telcel                 | Dura          | Rafael Nadal                       | Cameron Norrie                       | 6-0, 6-4               |
| 18 de abril   | Barcelona      | Barcelona Open Banc Sabadell            | Tierra batida | Carlos Alcaraz                     | Pablo Carreño                        | 6-3, 6-2               |
| 13 de junio   | Halle          | Noventi Open                            | Hierba        | Hubert Hurkacz                     | Daniil Medvédev                      | 6-1, 6-4               |
| 13 de junio   | Queen's        | Fever-Tree Championships                | Hierba        | Matteo Berrettini                  | Filip Krajinović                     | 7-5, 6-4               |
| 18 de julio   | Hamburgo       | Bet-At-Home Open                        | Tierra batida | Lorenzo Musetti                    | Carlos Alcaraz                       | 6-4, 6-7(6), 6-4       |
| 1 de agosto   | Washington     | Citi Open                               | Dura          | Nick Kyrgios                       | Yoshihito Nishioka                   | 6-4, 6-3               |
| 3 de octubre  | Astaná         | Astana Open                             | Dura (i)      | Novak Djokovic                     | Stefanos Tsitsipas                   | 6-3, 6-4               |
| 3 de octubre  | Tokio          | Rakuten Japan Open Tennis Championships | Dura          | Taylor Fritz                       | Frances Tiafoe                       | 7-6(3), 7-6(2)         |
| 24 de octubre | Viena          | Erste Bank Open                         | Dura (i)      | Daniil Medvédev                    | Denis Shapovalov                     | 4-6, 6-3, 6-2          |
| 24 de octubre | Basilea        | Swiss Indoors Basel                     | Dura (i)      | Félix Auger-Aliassime              | Holger Rune                          | 6-3, 7-5               |
| Dobles        |                |                                         |               |                                    |                                      |                        |
| Semana del    | Torneo         | También conocido como                   | Superficie    | Campeones                          | Finalistas                           | Resultado              |
| 7 de febrero  | Róterdam       | ABN AMRO World Tennis Tournament        | Dura (i)      | Robin Haase Matwé Middelkoop       | Lloyd Harris Tim Puetz               | 4-6, 7-6(5), [10-5]    |
| 14 de febrero | Río de Janeiro | Rio Open presented by Claro             | Tierra batida | Simone Bolelli Fabio Fognini       | Jamie Murray Bruno Soares            | 7-5, 6-7(2), [10-6]    |
| 21 de febrero | Dubái          | Dubai Duty Free Tennis Championships    | Dura          | Tim Puetz Michael Venus            | Nikola Mektić Mate Pavić             | 6-3, 6-7(5), [16-14]   |
| 21 de febrero | Acapulco       | Abierto Mexicano Telcel                 | Dura          | Feliciano López Stefanos Tsitsipas | Marcelo Arévalo Jean-Julien Rojer    | 7-5, 6-4               |
| 18 de abril   | Barcelona      | Barcelona Open Banc Sabadell            | Tierra batida | Kevin Krawietz Andreas Mies        | Wesley Koolhof Neal Skupski          | 6-7(3), 7-6(5), [10-6] |
| 13 de junio   | Halle          | Noventi Open                            | Césped        | Marcel Granollers Horacio Zeballos | Tim Puetz Michael Venus              | 6-4, 6-7(5), [14-12]   |
| 13 de junio   | Quenn's        | Fever-Tree Championships                | Césped        | Nikola Mektić Mate Pavić           | Lloyd Glasspool Harri Heliövaara     | 3-6, 7-6(3), [10-6]    |
| 18 de julio   | Hamburgo       | Bet-At-Home Open                        | Tierra batida | Lloyd Glasspool Harri Heliövaara   | Rohan Bopanna Matwé Middelkoop       | 6-2, 6-4               |
| 1 de agosto   | Washington     | Citi Open                               | Dura          | Nick Kyrgios Jack Sock             | Ivan Dodig Austin Krajicek           | 7-5, 6-4               |
| 3 de octubre  | Astaná         | Astana Open                             | Dura (i)      | Nikola Mektić Mate Pavić           | Adrian Mannarino Fabrice Martin      | 6-4, 6-2               |
| 3 de octubre  | Tokio          | Rakuten Japan Open Tennis Championships | Dura          | Mackenzie McDonald Marcelo Melo    | Rafael Matos David Vega Hernández    | 6-4, 3-6, [10-4]       |
| 24 de octubre | Viena          | Erste Bank Open                         | Dura (i)      | Alexander Erler Lucas Miedler      | Santiago González Andrés Molteni     | 6-3, 7-6(1)            |
| 24 de octubre | Basilea        | Swiss Indoors Basel                     | Dura (i)      | Ivan Dodig Austin Krajicek         | Nicolas Mahut Édouard Roger-Vasselin | 6-4, 7-6(5)            |

### ATP Rankings
| Ranking ATP, en individuales (Para el 26 de diciembre del 2022) | Ranking ATP, en individuales (Para el 26 de diciembre del 2022) | Ranking ATP, en individuales (Para el 26 de diciembre del 2022) | Ranking ATP, en individuales (Para el 26 de diciembre del 2022) | Ranking ATP, en individuales (Para el 26 de diciembre del 2022) |
| Rk                                                              | Jugador                                                         | Puntos                                                          | Diferencia                                                      | Torneos                                                         |
| --------------------------------------------------------------- | --------------------------------------------------------------- | --------------------------------------------------------------- | --------------------------------------------------------------- | --------------------------------------------------------------- |
| 1                                                               | Carlos Alcaraz                                                  | 6820                                                            | 0                                                               | 17                                                              |
| 2                                                               | Rafael Nadal                                                    | 6020                                                            | 0                                                               | 14                                                              |
| 3                                                               | Casper Ruud                                                     | 5820                                                            | 0                                                               | 23                                                              |
| 4                                                               | Stefanos Tsitsipas                                              | 5550                                                            | 0                                                               | 23                                                              |
| 5                                                               | Novak Djokovic                                                  | 4820                                                            | 0                                                               | 14                                                              |
| 6                                                               | Félix Auger-Aliassime                                           | 4195                                                            | 0                                                               | 26                                                              |
| 7                                                               | Daniil Medvedev                                                 | 4065                                                            | 0                                                               | 21                                                              |
| 8                                                               | Andréi Rubliov                                                  | 3930                                                            | 0                                                               | 23                                                              |
| 9                                                               | Taylor Fritz                                                    | 3355                                                            | 0                                                               | 22                                                              |
| 10                                                              | Hubert Hurkacz                                                  | 2905                                                            | 0                                                               | 21                                                              |
| 11                                                              | Holger Rune                                                     | 2888                                                            | 0                                                               | 27                                                              |
| 12                                                              | Alexander Zverev                                                | 2700                                                            | 0                                                               | 18                                                              |
| 13                                                              | Pablo Carreño Busta                                             | 2495                                                            | 0                                                               | 24                                                              |
| 14                                                              | Cameron Norrie                                                  | 2445                                                            | 0                                                               | 23                                                              |
| 15                                                              | Jannik Sinner                                                   | 2410                                                            | 0                                                               | 18                                                              |
| 16                                                              | Matteo Berrettini                                               | 2375                                                            | 0                                                               | 19                                                              |
| 17                                                              | Marin Čilić                                                     | 2105                                                            | 0                                                               | 20                                                              |
| 18                                                              | Denis Shapovalov                                                | 2075                                                            | 0                                                               | 23                                                              |
| 19                                                              | Frances Tiafoe                                                  | 2000                                                            | 0                                                               | 22                                                              |
| 20                                                              | Karén Jachánov                                                  | 1990                                                            | 0                                                               | 25                                                              |

| Ranking ATP, en dobles (Para el 26 de diciembre del 2022) | Ranking ATP, en dobles (Para el 26 de diciembre del 2022) | Ranking ATP, en dobles (Para el 26 de diciembre del 2022) | Ranking ATP, en dobles (Para el 26 de diciembre del 2022) | Ranking ATP, en dobles (Para el 26 de diciembre del 2022) |
| Rk                                                        | Jugador                                                   | Puntos                                                    | Diferencia                                                | Torneos                                                   |
| --------------------------------------------------------- | --------------------------------------------------------- | --------------------------------------------------------- | --------------------------------------------------------- | --------------------------------------------------------- |
| 1                                                         | Wesley Koolhof                                            | 7850                                                      | 0                                                         | 24                                                        |
| 1                                                         | Neal Skupski                                              | 7850                                                      | 0                                                         | 24                                                        |
| 3                                                         | Rajeev Ram                                                | 7480                                                      | 0                                                         | 19                                                        |
| 4                                                         | Joe Salisbury                                             | 7390                                                      | 0                                                         | 18                                                        |
| 5                                                         | Mate Pavić                                                | 5325                                                      | 0                                                         | 25                                                        |
| 6                                                         | Marcelo Arévalo                                           | 5230                                                      | 0                                                         | 24                                                        |
| 6                                                         | Jean-Julien Rojer                                         | 5230                                                      | 0                                                         | 24                                                        |
| 8                                                         | Nikola Mektić                                             | 5120                                                      | 0                                                         | 24                                                        |
| 9                                                         | Ivan Dodig                                                | 4210                                                      | 0                                                         | 28                                                        |
| 10                                                        | Austin Krajicek                                           | 4205                                                      | 0                                                         | 30                                                        |
| 11                                                        | Harri Heliövaara                                          | 4000                                                      | 0                                                         | 28                                                        |
| 12                                                        | Lloyd Glasspool                                           | 3955                                                      | 0                                                         | 29                                                        |
| 12                                                        | Nick Kyrgios                                              | 3940                                                      | 0                                                         | 11                                                        |
| 14                                                        | Horacio Zeballos                                          | 3710                                                      | 0                                                         | 21                                                        |
| 15                                                        | Thanasi Kokkinakis                                        | 3620                                                      | 0                                                         | 12                                                        |
| 16                                                        | Michael Venus                                             | 3590                                                      | 0                                                         | 23                                                        |
| 17                                                        | Marcel Granollers                                         | 3560                                                      | 0                                                         | 19                                                        |
| 18                                                        | Tim Puetz                                                 | 3485                                                      | 0                                                         | 19                                                        |
| 19                                                        | Rohan Bopanna                                             | 3420                                                      | 0                                                         | 28                                                        |
| 20                                                        | John Isner                                                | 3320                                                      | 0                                                         | 8                                                         |

## WTA Tour[2]
El WTA Tour 2022 es la élite mundial del tenis femenino profesional organizado por la Women's Tennis Association (WTA) para la temporada 2022. El calendario de la WTA Tour 2022 comprende los 4 Torneos de Grand Slam (supervisados por la Federación Internacional de Tenis (ITF)), los WTA 1000 , WTA 500 y los WTA 250, la Copa Billie Jean King (organizada por la ITF) y los campeonatos de fin de Año (el WTA Tour Championships y el WTA Elite Trophy).

#### WTA 1000
Los WTA 1000 es un conjunto de 7 torneos de tenis que forman parte del tour de la Asociación de la Women's Tennis Association (WTA), celebrados anualmente a través de todo el año en Europa, Norteamérica y Asia, además de que son los que reparten mayor dinero en la categoría por ser los más importantes solo por detrás de los 4 Torneos de Grand Slam y el WTA Finals.
| Semana del    | Torneo       | También conocido como        | Superficie    | Campeona                                      | Finalista                             | Resultado              |
| ------------- | ------------ | ---------------------------- | ------------- | --------------------------------------------- | ------------------------------------- | ---------------------- |
| Individuales  |              |                              |               |                                               |                                       |                        |
| 21 de febrero | Catar        | Qatar TotalEnergies Open     | Dura          | Iga Świątek                                   | Anett Kontaveit                       | 6-2, 6-0               |
| 7 de marzo    | Indian Wells | Indian Wells                 | Dura          | Iga Świątek                                   | María Sákkari                         | 6-4, 6-1               |
| 21 de marzo   | Miami        | Miami Open presented by Itaú | Dura          | Iga Świątek                                   | Naomi Osaka                           | 6-4, 6-0               |
| 28 de abril   | Madrid       | Mutua Madrid Open            | Tierra batida | Ons Jabeur                                    | Jessica Pegula                        | 7-5, 0-6, 6-2          |
| 9 de mayo     | Roma         | Internazionali BNL d'Italia  | Tierra batida | Iga Swiatek                                   | Ons Jabeur                            | 6-2, 6-2               |
| 8 de agosto   | Montreal     | Rogers Cup                   | Dura          | Simona Halep                                  | Beatriz Haddad Maia                   | 6-3, 2-6, 6-3          |
| 15 de agosto  | Cincinnati   | Western & Southern Open      | Dura          | Caroline Garcia                               | Petra Kvitová                         | 6-2, 6-4               |
| 17 de octubre | Guadalajara  | Guadalajara Open Akron       | Dura          | Jessica Pegula                                | Maria Sakkari                         | 6-2, 6-3               |
| WTA Finals    |              |                              |               |                                               |                                       |                        |
| 31 de octubre | Fort Worth   | WTA Finals                   | Dura (i)      | Caroline Garcia                               | Caroline Garcia                       | 7-6(4), 6-4            |
| Dobles        |              |                              |               |                                               |                                       |                        |
| Semana del    | Torneo       | También conocido como        | Superficie    | Campeonas                                     | Finalistas                            | Resultado              |
| 21 de febrero | Catar        | Qatar TotalEnergies Open     | Dura          | Cori Gauff Jessica Pegula                     | Veronika Kudermétova Elise Mertens    | 3-6, 7-5, [10-5]       |
| 7 de marzo    | Indian Wells | Indian Wells                 | Dura          | Yifan Xu Zhaoxuan Yang                        | Asia Muhammad Ena Shibahara           | 7-5, 7-6(4)            |
| 21 de marzo   | Miami        | Miami Open presented by Itaú | Dura          | Laura Siegemund Vera Zvonareva                | Veronika Kudermétova Elise Mertens    | 7-6(3), 7-5            |
| 28 de abril   | Madrid       | Mutua Madrid Open            | Tierra batida | Gabriela Dabrowski Giuliana Olmos             | Desirae Krawczyk Demi Schuurs         | 7-6(1), 5-7, [10-7]    |
| 9 de mayo     | Roma         | Internazionali BNL d'Italia  | Tierra batida | Veronika Kudermetova Anastasia Pavlyuchenkova | Gabriela Dabrowski Giuliana Olmos     | 1-6, 6-4, [10-7]       |
| 8 de agosto   | Toronto      | Rogers Cup                   | Dura          | Cori Gauff Jessica Pegula                     | Nicole Melichar Ellen Perez           | 6-4, 6-7(5), [10-5]    |
| 15 de agosto  | Cincinnati   | Western & Southern Open      | Dura          | Lyudmyla Kichenok Jeļena Ostapenko            | Nicole Melichar Ellen Perez           | 7-6(5), 6-3            |
| 17 de octubre | Guadalajara  | Guadalajara Open Akron       | Dura          | Storm Sanders Luisa Stefani                   | Anna Danilina Beatriz Haddad Maia     | 7-6(4), 6-7(2), [10-8] |
| WTA Finals    |              |                              |               |                                               |                                       |                        |
| 31 de octubre | Fort Worth   | WTA Finals                   | Dura (i)      | Veronika Kudermetova Elise Mertens            | Barbora Krejčíková Kateřina Siniaková | 6-2, 4-6, [11-9]       |

#### WTA 500
Los WTA 500 es un conjunto de torneos de tenis que forman parte del tour de la Asociación de la Women's Tennis Association (WTA), celebrados anualmente a través de todo el año en Europa, Norteamérica y Asia, aLa serie constituye en los más prestigiosos torneos en el tenis masculino después de los 4 Torneos de Grand Slam, las WTA Finals y los WTA 1000.
| Semana del       | Torneo          | También conocido como           | Superficie        | Campeona                           | Finalista                          | Resultado           |
| ---------------- | --------------- | ------------------------------- | ----------------- | ---------------------------------- | ---------------------------------- | ------------------- |
| Individuales     |                 |                                 |                   |                                    |                                    |                     |
| 3 de enero       | Adelaida        | Adelaide International 1        | Dura              | Ashleigh Barty                     | Elena Rybakina                     | 6-3, 6-2            |
| 10 de enero      | Sídney          | Sydney International            | Dura              | Paula Badosa                       | Barbora Krejčíková                 | 6-3, 4-6, 7-6(4)    |
| 7 de febrero     | San Petersburgo | St. Petersburg Ladies Trophy    | Dura (i)          | Anett Kontaveit                    | María Sákkari                      | 5-7, 7-6(4), 7-5    |
| 14 de febrero    | Dubái           | Qatar Total Open                | Dura              | Jeļena Ostapenko                   | Veronika Kudermétova               | 6-0, 6-4            |
| 4 de abril       | Charleston      | Volvo Car Open                  | Tierra batida (v) | Belinda Bencic                     | Ons Jabeur                         | 6-1, 5-7, 6-4       |
| 18 de abril      | Stuttgart       | Porsche Tennis Grand Prix       | Tierra batida (i) | Iga Świątek                        | Aryna Sabalenka                    | 6-2, 6-2            |
| 13 de junio      | Berlín          | Bett1open                       | Césped            | Ons Jabeur                         | Belinda Bencic                     | 6-3, 2-1, ret.      |
| 20 de junio      | Eastbourne      | Viking International Eastbourne | Césped            | Petra Kvitová                      | Jeļena Ostapenko                   | 6-3, 6-2            |
| 1 de agosto      | San José        | Mubadala Silicon Valley Classic | Dura              | Daria Kasátkina                    | Shelby Rogers                      | 6-7(2), 6-1, 6-2    |
| 19 de septiembre | Tokio           | Pan Pacific Open                | Dura              | Liudmila Samsónova                 | Qinwen Zheng                       | 7-5, 7-5            |
| 3 de octubre     | Ostrava         | Ostrava Open                    | Dura (i)          | Barbora Krejčíková                 | Iga Świątek                        | 5-7, 7-6(4), 6-3    |
| 10 de octubre    | San Diego       | Southern California Open        | Dura              | Iga Świątek                        | Donna Vekić                        | 6-3, 3-6, 6-0       |
| Dobles           |                 |                                 |                   |                                    |                                    |                     |
| Semana del       | Torneo          | También conocido como           | Superficie        | Campeonas                          | Finalistas                         | Resultado           |
| 3 de enero       | Adelaida        | Adelaide International 1        | Dura              | Ashleigh Barty Storm Sanders       | Darija Jurak Andreja Klepač        | 6-1, 6-4            |
| 10 de enero      | Sídney          | Sydney International            | Dura              | Anna Danilina Beatriz Haddad Maia  | Vivian Heisen Panna Udvardy        | 4-6, 7-5, [10-8]    |
| 7 de febrero     | San Petersburgo | St. Petersburg Ladies Trophy    | Dura (i)          | Anna Kalinskaya Caty McNally       | Alicja Rosolska Erin Routliffe     | 6-3, 6-7(5), [10-4] |
| 14 de febrero    | Dubái           | Qatar Total Open                | Dura              | Veronika Kudermétova Elise Mertens | Lyudmyla Kichenok Jeļena Ostapenko | 6-1, 6-3            |
| 4 de abril       | Charleston      | Volvo Car Open                  | Tierra batida (v) | Andreja Klepač Magda Linette       | Lucie Hradecká Sania Mirza         | 6-2, 4-6, [10-7]    |
| 18 de abril      | Stuttgart       | Porsche Tennis Grand Prix       | Tierra batida (i) | Desirae Krawczyk Demi Schuurs      | Cori Gauff Shuai Zhang             | 6-3, 6-4            |
| 13 de junio      | Berlín          | Bett1open                       | Césped            | Ashleigh Barty Kateřina Siniaková  | Alizé Cornet Jil Teichmann         | 6-4, 6-3            |
| 20 de junio      | Eastbourne      | Viking International Eastbourne | Césped            | Aleksandra Krunić Magda Linette    | Lyudmyla Kichenok Jeļena Ostapenko | w/o                 |
| 1 de agosto      | San José        | Mubadala Silicon Valley Classic | Dura              | Yifan Xu Zhaoxuan Yang             | Shuko Aoyama Hao-Ching Chan        | 7-5, 6-0            |
| 19 de septiembre | Tokio           | Pan Pacific Open                | Dura              | Gabriela Dabrowski Giuliana Olmos  | Nicole Melichar Ellen Perez        | 6-4, 6-4            |
| 3 de octubre     | Ostrava         | Ostrava Open                    | Dura (i)          | Caty McNally Alycia Parks          | Alicja Rosolska Erin Routliffe     | 6-3, 6-2            |
| 10 de octubre    | San Diego       | Southern California Open        | Dura              | Cori Gauff Jessica Pegula          | Gabriela Dabrowski Giuliana Olmos  | 1-6, 7-5, [10-4]    |

### WTA Rankings
| Ranking WTA, en individuales (Para el 26 de diciembre del 2022) | Ranking WTA, en individuales (Para el 26 de diciembre del 2022) | Ranking WTA, en individuales (Para el 26 de diciembre del 2022) | Ranking WTA, en individuales (Para el 26 de diciembre del 2022) | Ranking WTA, en individuales (Para el 26 de diciembre del 2022) |
| Rk                                                              | Jugadora                                                        | Puntos                                                          | Diferencia                                                      | Torneos                                                         |
| --------------------------------------------------------------- | --------------------------------------------------------------- | --------------------------------------------------------------- | --------------------------------------------------------------- | --------------------------------------------------------------- |
| 1                                                               | Iga Świątek                                                     | 11085                                                           | 0                                                               | 17                                                              |
| 2                                                               | Ons Jabeur                                                      | 5055                                                            | 0                                                               | 18                                                              |
| 3                                                               | Jessica Pegula                                                  | 4691                                                            | 0                                                               | 18                                                              |
| 4                                                               | Caroline Garcia                                                 | 4375                                                            | 0                                                               | 23                                                              |
| 5                                                               | Aryna Sabalenka                                                 | 3925                                                            | 0                                                               | 21                                                              |
| 6                                                               | María Sákkari                                                   | 3871                                                            | 0                                                               | 22                                                              |
| 7                                                               | Cori Gauff                                                      | 3646                                                            | 0                                                               | 19                                                              |
| 8                                                               | Daria Kasátkina                                                 | 3435                                                            | 0                                                               | 23                                                              |
| 9                                                               | Veronika Kudermétova                                            | 2795                                                            | 0                                                               | 20                                                              |
| 10                                                              | Simona Halep                                                    | 2661                                                            | 0                                                               | 15                                                              |
| 11                                                              | Madison Keys                                                    | 2417                                                            | 0                                                               | 20                                                              |
| 12                                                              | Belinda Bencic                                                  | 2365                                                            | 0                                                               | 19                                                              |
| 13                                                              | Paula Badosa                                                    | 2363                                                            | 0                                                               | 21                                                              |
| 14                                                              | Danielle Collins                                                | 2287                                                            | 0                                                               | 13                                                              |
| 15                                                              | Beatriz Haddad Maia                                             | 2215                                                            | 0                                                               | 24                                                              |
| 16                                                              | Petra Kvitová                                                   | 2097                                                            | 0                                                               | 19                                                              |
| 17                                                              | Anett Kontaveit                                                 | 2093                                                            | 0                                                               | 16                                                              |
| 18                                                              | Jeļena Ostapenko                                                | 1986                                                            | 0                                                               | 19                                                              |
| 19                                                              | Ekaterina Alexandrova                                           | 1910                                                            | 0                                                               | 20                                                              |
| 20                                                              | Liudmila Samsónova                                              | 1910                                                            | 0                                                               | 20                                                              |

| Ranking WTA, en dobles (Para el 26 de diciembre del 2022) | Ranking WTA, en dobles (Para el 26 de diciembre del 2022) | Ranking WTA, en dobles (Para el 26 de diciembre del 2022) | Ranking WTA, en dobles (Para el 26 de diciembre del 2022) | Ranking WTA, en dobles (Para el 26 de diciembre del 2022) |
| Rk                                                        | Jugadora                                                  | Puntos                                                    | Diferencia                                                | Torneos                                                   |
| --------------------------------------------------------- | --------------------------------------------------------- | --------------------------------------------------------- | --------------------------------------------------------- | --------------------------------------------------------- |
| 1                                                         | Kateřina Siniaková                                        | 6890                                                      | 0                                                         | 12                                                        |
| 2                                                         | Veronika Kudermétova                                      | 6035                                                      | 0                                                         | 15                                                        |
| 3                                                         | Barbora Krejčíková                                        | 5937                                                      | 0                                                         | 10                                                        |
| 4                                                         | Cori Gauff                                                | 5360                                                      | 0                                                         | 15                                                        |
| 5                                                         | Elise Mertens                                             | 5310                                                      | 0                                                         | 16                                                        |
| 6                                                         | Jessica Pegula                                            | 5160                                                      | 0                                                         | 16                                                        |
| 7                                                         | Gabriela Dabrowski                                        | 4740                                                      | 0                                                         | 21                                                        |
| 8                                                         | Giuliana Olmos                                            | 4650                                                      | 0                                                         | 23                                                        |
| 9                                                         | Liudmila Kichenok                                         | 4300                                                      | 0                                                         | 22                                                        |
| 10                                                        | Storm Sanders                                             | 4265                                                      | 0                                                         | 15                                                        |
| 11                                                        | Anna Danilina                                             | 4210                                                      | 0                                                         | 31                                                        |
| 12                                                        | Yang Zhaoxuan                                             | 4180                                                      | 0                                                         | 21                                                        |
| 13                                                        | Beatriz Haddad Maia                                       | 4150                                                      | 0                                                         | 20                                                        |
| 14                                                        | Jeļena Ostapenko                                          | 4020                                                      | 0                                                         | 17                                                        |
| 15                                                        | Xu Yifan                                                  | 3975                                                      | 0                                                         | 21                                                        |
| 16                                                        | Desirae Krawczyk                                          | 3805                                                      | 0                                                         | 24                                                        |
| 17                                                        | Kristina Mladenovic                                       | 3772                                                      | 0                                                         | 11                                                        |
| 18                                                        | Demi Schuurs                                              | 3685                                                      | 0                                                         | 19                                                        |
| 19                                                        | Nicole Melichar                                           | 3645                                                      | 0                                                         | 19                                                        |
| 20                                                        | Ellen Perez                                               | 3460                                                      | 0                                                         | 20                                                        |

## Torneos de Grand Slam

### Abierto de Australia
| Categoría            | Campeones                             | Finalistas                        | Resultado en la final        |
| Individual masculino | Rafael Nadal                          | Daniil Medvedev                   | 2-6, 6-7(5-7), 6-4, 6-4, 7-5 |
| Individual femenino  | Ashleigh Barty                        | Danielle Collins                  | 6-3, 7-6(7-2)                |
| Dobles masculino     | Thanasi Kokkinakis Nick Kyrgios       | Matthew Ebden Max Purcell         | 7-5, 6-4                     |
| Dobles femenino      | Barbora Krejčíková Kateřina Siniaková | Anna Danilina Beatriz Haddad Maia | 6-7(3-7), 6-4, 6-4           |
| Dobles mixtos        | Kristina Mladenovic Ivan Dodig        | Jaimee Fourlis Jason Kubler       | 6-3, 6-4                     |

### Roland Garros
| Categoría            | Campeones                           | Finalistas                   | Resultado en la final   |
| Individual masculino | Rafael Nadal                        | Casper Ruud                  | 6-3, 6-3, 6-0           |
| Individual femenino  | Iga Świątek                         | Cori Gauff                   | 6-1, 6-3                |
| Dobles masculino     | Marcelo Arévalo Jean-Julien Rojer   | Ivan Dodig Austin Krajicek   | 6-7(4-7), 7-6(7-5), 6-3 |
| Dobles femenino      | Caroline Garcia Kristina Mladenovic | Cori Gauff Jessica Pegula    | 2-6, 6-3, 6-2           |
| Dobles mixtos        | Ena Shibahara Wesley Koolhof        | Ulrike Eikkeri Joran Vliegen | 7-6(7-5), 6-2           |

### Wimbledon
| Categoría            | Campeones                             | Finalistas                    | Resultado en la final                    |
| Individual masculino | Novak Djokovic                        | Nick Kyrgios                  | 4-6, 6-3, 6-4, 7-6(7-3)                  |
| Individual femenino  | Elena Rybakina                        | Ons Jabeur                    | 3-6, 6-2, 6-2                            |
| Dobles masculino     | Matthew Ebden Max Purcell             | Nikola Mektić Mate Pavić      | -7-6(7-5), 6-7(3-7), 4-6, 6-4, 7-6(10-2) |
| Dobles femenino      | Barbora Krejčíková Kateřina Siniaková | Elise Mertens Shuai Zhang     | 6-2, 6-4                                 |
| Dobles mixtos        | Neal Skupski Desirae Krawczyk         | Matthew Ebden Samantha Stosur | 6-4, 6-3                                 |

### Abierto de los Estados Unidos
| Categoría            | Campeones                             | Finalistas                              | Resultado en la final   |
| Individual masculino | Carlos Alcaraz                        | Casper Ruud                             | 6-4, 2-6, 7-6(7-1), 6-3 |
| Individual femenino  | Iga Świątek                           | Ons Jabeur                              | 6-2, 7-6(7-5)           |
| Dobles masculino     | Rajeev Ram Joe Salisbury              | Wesley Koolhof Neal Skupski             | 7-6(7-4), 7-5           |
| Dobles femenino      | Barbora Krejčiková Kateřina Siniaková | Caty McNally Taylor Townsend            | 3-6, 7-5, 6-1           |
| Dobles mixtos        | Storm Sanders John Peers              | Kirsten Flipkens Édouard Roger-Vasselin | 4-6, 6-4, [10-7]        |

## Eventos por equipos

### Laver Cup
La Laver Cup fue la edición N.°5, es un torneo por equipos se jugó entre 23 y 25 de septiembre de 2022. Dos equipos compitieron por el título, con dos grupos de 6 integrantes, cada jornada constaba de 3 partidos de individuales y uno de dobles.
Cada partido dará puntos. Un punto en el día 1, dos puntos en el día 2 y tres puntos en el día 3.
| Día | Fecha            | Tipo de partido | Europa                           | Resultado               | Resto del mundo                 | Puntos por equipos | Resultado después del partido |
| 1   | 23 de septiembre | Individual      | Casper Ruud                      | 6-4, 5-7, [10-7]        | Jack Sock                       | 1                  | 1-0                           |
| 1   | 23 de septiembre | Individual      | Stefanos Tsitsipas               | 6-2, 6-1                | Diego Schwartzman               | 1                  | 2-0                           |
| 1   | 23 de septiembre | Individual      | Andy Murray                      | 7-5, 3-6, [7-10]        | Álex de Miñaur                  | 1                  | 2-1                           |
| 1   | 23 de septiembre | Dobles          | Roger Federer Rafael Nadal       | 6-4, 6-7(2-7), [9-11]   | Jack Sock Frances Tiafoe        | 1                  | 2-2                           |
| 2   | 24 de septiembre | Individual      | Matteo Berrettini                | 7-6(13-11), 4-6, [10-7] | Félix Auger-Aliassime           | 2                  | 4-2                           |
| 2   | 24 de septiembre | Individual      | Cameron Norrie                   | 1-6, 6-4, [8-10]        | Taylor Fritz                    | 2                  | 4-4                           |
| 2   | 24 de septiembre | Individual      | Novak Djokovic                   | 6-1, 6-3                | Frances Tiafoe                  | 2                  | 6-4                           |
| 2   | 24 de septiembre | Dobles          | Matteo Berrettini Novak Djokovic | 7-5, 6-2                | Álex de Miñaur Jack Sock        | 2                  | 8-4                           |
| 3   | 25 de septiembre | Dobles          | Matteo Berrettini Andy Murray    | 6-2, 3-6, [8-10]        | Félix Auger-Aliassime Jack Sock | 3                  | 8-7                           |
| 3   | 25 de septiembre | Individual      | Novak Djokovic                   | 3-6, 6-7(3-7)           | Félix Auger-Aliassime           | 3                  | 8-10                          |
| 3   | 25 de septiembre | Individual      | Stefanos Tsitsipas               | 6-1, 6-7(11-13), [8-10] | Frances Tiafoe                  | 3                  | 8-13                          |
| 3   | 25 de septiembre | Individual      | Casper Ruud                      | No disputado            | Taylor Fritz                    | 3                  | 8-13                          |

|                 |
| Campeones       |
| Resto del Mundo |
| Primer título   |

### Copa Davis
La Copa Davis 2022 fue la edición N.º 110 del torneo de selecciones nacionales masculinas de tenis más importante del mundo.
|  | Cuartos de final            | Cuartos de final            | Cuartos de final            |           |           | Semifinales          | Semifinales          | Semifinales          |  |        | Final           | Final           | Final           |  |
|  | 22 hasta el 24 de noviembre | 22 hasta el 24 de noviembre | 22 hasta el 24 de noviembre |           |           | 25 y 26 de noviembre | 25 y 26 de noviembre | 25 y 26 de noviembre |  |        | 27 de noviembre | 27 de noviembre | 27 de noviembre |  |
|  |                             |                             |                             |           |           |                      |                      |                      |  |        |                 |                 |                 |  |
|  |                             |                             |                             |           |           |                      |                      |                      |  |        |                 |                 |                 |  |
|  | 1.ºA                        | Italia                      | 2                           |           |           |                      |                      |                      |  |        |                 |                 |                 |  |
|  | 1.ºA                        | Italia                      | 2                           |           |           |                      |                      |                      |  |        |                 |                 |                 |  |
|  | 2.ºD                        | Estados Unidos              | 1                           |           |           |                      |                      |                      |  |        |                 |                 |                 |  |
|  | 2.ºD                        | Estados Unidos              | 1                           |           | Italia    | Italia               | 1                    |                      |  |        |                 |                 |                 |  |
|  |                             |                             |                             |           | Italia    | Italia               | 1                    |                      |  |        |                 |                 |                 |  |
|  |                             |                             | Canadá                      | Canadá    | 2         |                      |                      |                      |  |        |                 |                 |                 |  |
|  | 1.ºC                        | Alemania                    | Canadá                      | Canadá    | 2         | 1                    |                      |                      |  |        |                 |                 |                 |  |
|  | 1.ºC                        | Alemania                    |                             |           |           |                      |                      |                      |  |        |                 |                 |                 |  |
|  | 2.ºB                        | Canadá                      | 2                           |           |           |                      |                      |                      |  |        |                 |                 |                 |  |
|  | 2.ºB                        | Canadá                      | 2                           |           |           |                      |                      |                      |  | Canadá | Canadá          | 2               |                 |  |
|  |                             |                             |                             |           |           |                      |                      |                      |  | Canadá | Canadá          | 2               |                 |  |
|  |                             |                             | Australia                   | Australia | 0         |                      |                      |                      |  |        |                 |                 |                 |  |
|  | 2.ºC                        | Australia                   | Australia                   | Australia | 0         | 2                    |                      |                      |  |        |                 |                 |                 |  |
|  | 2.ºC                        | Australia                   |                             |           |           |                      |                      |                      |  |        |                 |                 |                 |  |
|  | 1.ºD                        | Países Bajos                | 0                           |           |           |                      |                      |                      |  |        |                 |                 |                 |  |
|  | 1.ºD                        | Países Bajos                | 0                           |           | Australia | Australia            | 2                    |                      |  |        |                 |                 |                 |  |
|  |                             |                             |                             |           | Australia | Australia            | 2                    |                      |  |        |                 |                 |                 |  |
|  |                             |                             | Croacia                     | Croacia   | 1         |                      |                      |                      |  |        |                 |                 |                 |  |
|  | 2.ºA                        | Croacia                     | Croacia                     | Croacia   | 1         | 2                    |                      |                      |  |        |                 |                 |                 |  |
|  | 2.ºA                        | Croacia                     |                             |           |           |                      |                      |                      |  |        |                 |                 |                 |  |
|  | 1.ºB                        | España                      | 0                           |           |           |                      |                      |                      |  |        |                 |                 |                 |  |
|  | 1.ºB                        | España                      | 0                           |           |           |                      |                      |                      |  |        |                 |                 |                 |  |
|  |                             |                             |                             |           |           |                      |                      |                      |  |        |                 |                 |                 |  |

### Copa Billie Jean King
La Copa Billie Jean King 2022 fue la edición N.°59 del torneo de selecciones nacionales femeninas de tenis más importante del Mundo.

### Fase final
|  | Semifinales     | Semifinales     | Semifinales     |           |       | Final           | Final           | Final           |  |
|  | 12 de noviembre | 12 de noviembre | 12 de noviembre |           |       | 13 de noviembre | 13 de noviembre | 13 de noviembre |  |
|  |                 |                 |                 |           |       |                 |                 |                 |  |
|  |                 |                 |                 |           |       |                 |                 |                 |  |
|  | 1ºA             | Suiza           | 2               |           |       |                 |                 |                 |  |
|  | 1ºA             | Suiza           | 2               |           |       |                 |                 |                 |  |
|  | 1ºD             | República Checa | 0               |           |       |                 |                 |                 |  |
|  | 1ºD             | República Checa | 0               |           | Suiza | Suiza           | 2               |                 |  |
|  |                 |                 |                 |           | Suiza | Suiza           | 2               |                 |  |
|  |                 |                 | Australia       | Australia | 0     |                 |                 |                 |  |
|  | 1ºC             | Gran Bretaña    | Australia       | Australia | 0     | 1               |                 |                 |  |
|  | 1ºC             | Gran Bretaña    |                 |           |       | 1               |                 |                 |  |
|  | 1ºB             | Australia       | 2               |           |       |                 |                 |                 |  |
|  | 1ºB             | Australia       | 2               |           |       |                 |                 |                 |  |
|  |                 |                 |                 |           |       |                 |                 |                 |  |

### Copa ATP
La Copa ATP 2022 fue la edición N.º 3 del torneo de selecciones nacionales masculinas de tenis.
|  | Semifinales    | Semifinales    | Semifinales    |        |        | Final      | Final      | Final      |  |
|  | 7 y 8 de enero | 7 y 8 de enero | 7 y 8 de enero |        |        | 9 de enero | 9 de enero | 9 de enero |  |
|  |                |                |                |        |        |            |            |            |  |
|  |                |                |                |        |        |            |            |            |  |
|  | España         | España         | 2              |        |        |            |            |            |  |
|  | España         | España         | 2              |        |        |            |            |            |  |
|  | Polonia        | Polonia        | 1              |        |        |            |            |            |  |
|  | Polonia        | Polonia        | 1              |        | España | España     | 0          |            |  |
|  |                |                |                |        | España | España     | 0          |            |  |
|  |                |                | Canadá         | Canadá | 2      |            |            |            |  |
|  | Canadá         | Canadá         | Canadá         | Canadá | 2      | 2          |            |            |  |
|  | Canadá         | Canadá         |                |        |        | 2          |            |            |  |
|  | Rusia          | Rusia          | 1              |        |        |            |            |            |  |
|  | Rusia          | Rusia          | 1              |        |        |            |            |            |  |
|  |                |                |                |        |        |            |            |            |  |

### Resultado final
| Laver Cup 2022  | Copa Billie Jean King 2022 | Copa Davis 2022 | Copa ATP 2022 |
| Resto del Mundo | Suiza                      | Canadá          | Canadá        |

## Retiros
- Kevin Anderson: finalista de 2 torneos de Grand Slam (US Open en 2017 y Wimbledon en 2018) y ganador de 7 títulos ATP en total.
- Tommy Robredo: ganador de 1 Masters 1000 y de 12 títulos ATP en total. Adicionalmente, formó parte del equipo de Copa Davis que ganó el título en 2004, 2008 y 2009. También ganó la Copa Hopman en 2002 y 2010.
- Jo-Wilfried Tsonga: ganador de 2 Masters 1000, finalista del Abierto de Australia en 2008 y del Masters Cup en 2011; se retiró tras caer eliminado en la primera ronda de Roland Garros. Del mismo modo, formó parte del equipo francés que ganó la Copa Davis en 2017.
- Sam Querrey: en su carrera ganó 10 títulos ATP, uno de ellos ganándole a Rafael Nadal (Acapulco 2017). En dobles ganó un Masters 1000; su mejor ranking fue 11 en singles.
- Roger Federer, ganador de 20 títulos de Grand Slam, 8 Wimbledon (récord), un oro olímpico en dobles, una plata en singles, 6 Masters Cup (ATP Finals), 28 Masters 1000, 7 Masters de Cincinnati (récord), 25 ATP 500 (récord), 24 títulos ATP250 a dos de superar el récord absoluto del austríaco Thomas Muster y 103 títulos ATP, a 6 del récord de Jimmy Connors. Del mismo modo es importante resaltar que de sus 20 Grand Slam, 5 fueron en el US Open, a tan solo 2 títulos de los americanos Richard Sears, William Larned y Bill Tilden. Asimismo, fue pieza clave para que Suiza ganara la Copa Davis y la Copa Hopman.
- Aljaž Bedene
- Ruben Bemelmans
- Rogério Dutra Silva
- Jonathan Erlich
- Alejandro González
- Tobias Kamke
- Blaž Kavčič
- Philipp Kohlschreiber
- Marc López
- Yannick Maden
- Dudi Sela
- Andreas Seppi
- Gilles Simon
- Ken Skupski
- Sergiy Stakhovsky

| - Kristie Ahn - Lara Arruabarrena - Ashleigh Barty - Catherine Bellis - Kim Clijsters - Kirsten Flipkens - Andrea Hlaváčková - Lucie Hradecká | - Valentina Ivakhnenko - Jelena Janković - Quirine Lemoine - Cornelia Lister - Christina McHale - Sania Mirza - Kurumi Nara - Risa Ozaki | - Shuai Peng - Květa Peschke - Andrea Petković - Mónica Puig - Laura Robson - İpek Soylu - Katarina Srebotnik - Serena Williams |